# Hawk Lake
Hawk Lake är en sjö i Kanada.   Den ligger i territoriet Nunavut, i den nordöstra delen av landet, 2 600 km nordväst om huvudstaden Ottawa. Hawk Lake ligger 301 meter över havet. Arean är 0,81 kvadratkilometer. Den sträcker sig 1,3 kilometer i nord-sydlig riktning, och 1,3 kilometer i öst-västlig riktning.
Trakten runt Hawk Lake består i huvudsak av gräsmarker. Trakten runt Hawk Lake är nära nog obefolkad, med mindre än två invånare per kvadratkilometer.